# Kasper Peters

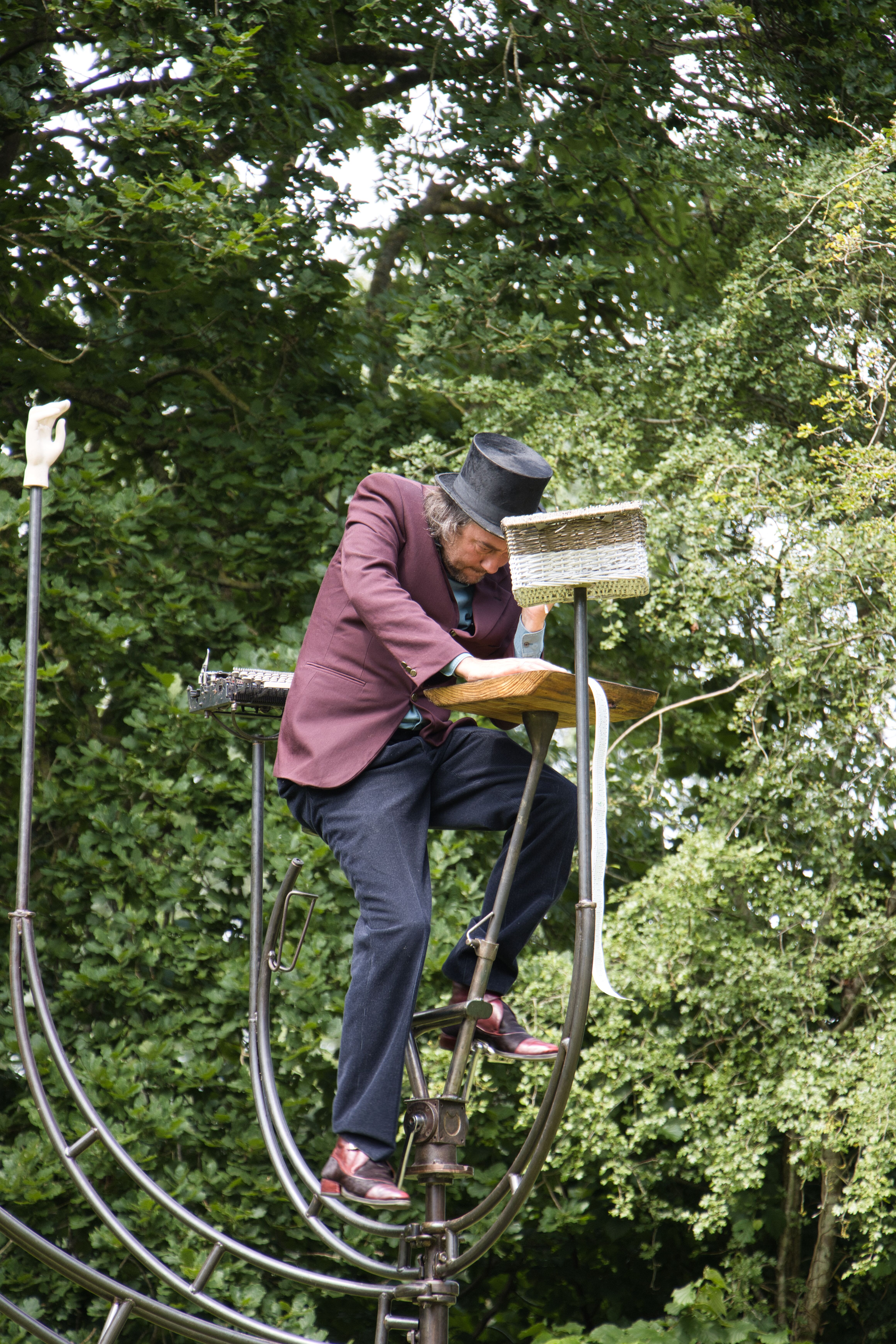
Kasper Peters in 2021 tijdens zijn voorstelling 'Eminescu'

Kasper Peters (Doetinchem, 1973), ook bekend als De brommerdichter, is een Nederlandse dichter en poëziedocent aan scholen in Noord-Nederland en de Groningse kunstacademie Minerva. Daarnaast is hij prozaschrijver en maakt hij theaterproducties.

## Biografie

### Literair werk
Peters was in 1994 mede-oprichter van het poëziecollectief De Dichters uit Epibreren, waarbij hij tot 1997 betrokken was. Van januari 2015 tot januari 2017 was hij de zevende stadsdichter van Groningen.
Peters heeft onder meer geschreven voor Roet, Rottend Staal Nieuwsbrief, Dagblad van het Noorden, Tzum, Passionate, Krakatau en Tirade. Zijn werk is opgenomen in talrijke bloemlezingen.

### Persoonlijk leven
Kasper Peters groeide op in Elp (Drenthe) en bezocht de middelbare school te Assen. Hij studeerde sociaalpedagogische hulpverlening te Groningen. Hij is de zoon van docent, schrijver en dichter Ton Peters en kunstenares Trees van der Velden. Kasper Peters woont in Eenrum, Groningen. Hij is getrouwd met dichter en schrijfster Fieke Gosselaar.

## Onderscheidingen
- 2020 - Een Poëziester[8] met een gedicht uit zijn bundel Vogelzwemvliegvis (2018).